# Lurleen Wallace

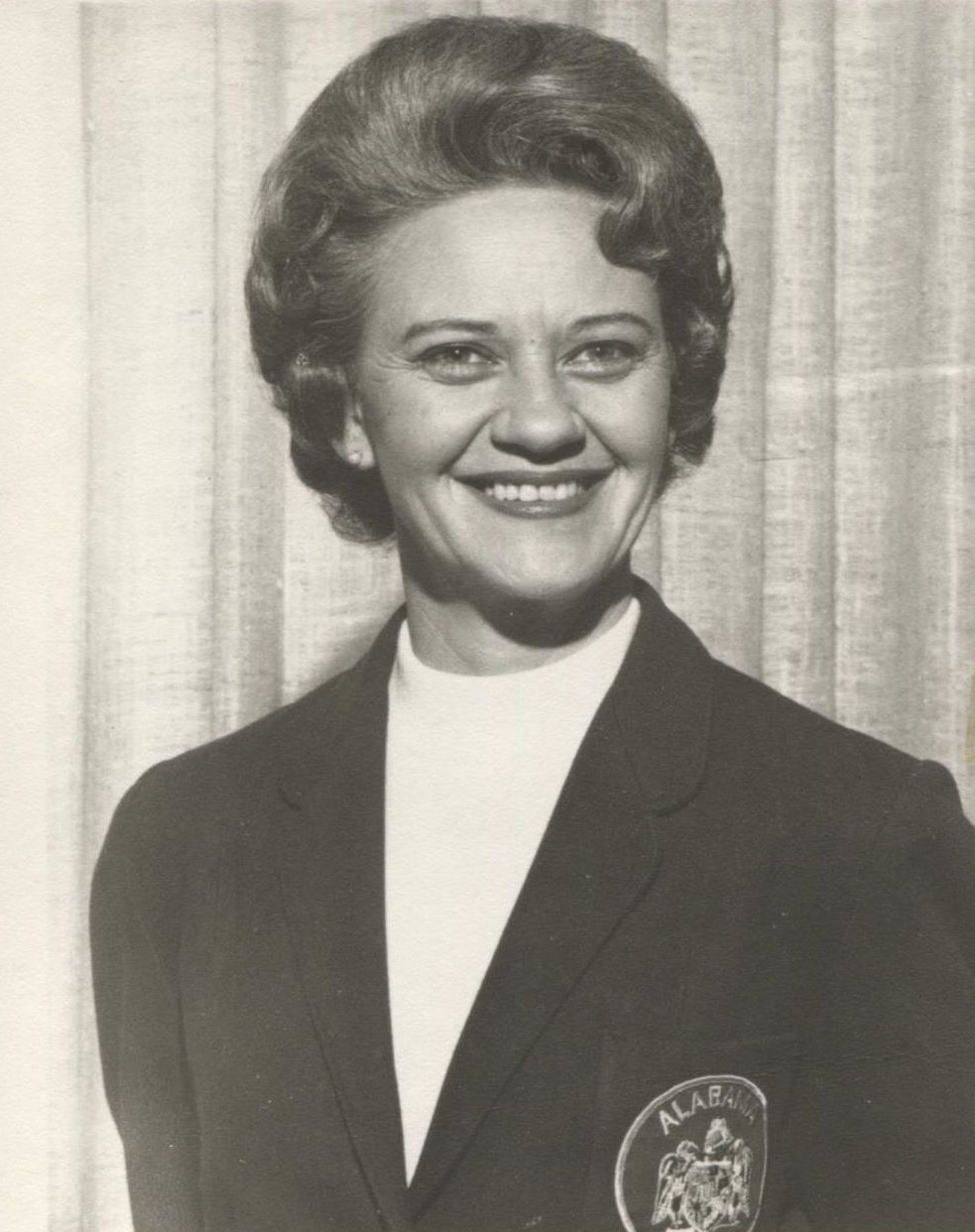
Lurleen Wallace

Lurleen Burns Wallace (* 19. September 1926 als Lurleen Brigham Burns in Tuscaloosa, Alabama; † 7. Mai 1968 in Montgomery, Alabama) war die erste Ehefrau von George Wallace und von 1967 bis zu ihrem Tod die erste Gouverneurin Alabamas.

## Frühe Jahre
Lurleen Burns Wallace wurde am 19. September 1926 in Tuscaloosa, Alabama, geboren. Sie graduierte an dem Tuscaloosa Business College und arbeitete anschließend in einem Geschäft in Tuscaloosa, wo sie auch ihren Ehemann George Wallace traf. Sie heiratete ihn am 22. Mai 1943 und wurde für die nächsten zwanzig Jahre Mutter und Hausfrau. Sie hatte vier Kinder: Bobbi Jo (1944–2015) Parsons, Peggy Sue Kennedy (* 1950), George Wallace, III (* 1951), und Janie Lee Dye (* 1961), die nach General Robert E. Lee benannt worden war.
Als ihr Ehemann 1963 zum Gouverneur von Alabama gewählt wurde, übernahm sie die Aufgaben und Pflichten der First Lady. Sie machte das erste Geschoss des Gouverneurssitzes für Touristen sieben Tage die Woche zugänglich und lehnte es ab, dort alkoholische Getränke bei offiziellen Veranstaltungen auszugeben.

## Gouverneurin von Alabama
1966 war der Ehemann von Wallace als Gouverneur sehr beliebt (zumindest unter der weißen Mehrheitsbevölkerung von Alabama), nicht zuletzt wegen seiner entschiedenen Haltung gegen die Integration von Schwarzen. Die Staatsverfassung von Alabama enthielt jedoch das Verbot, zwei aufeinander folgende Amtszeiten zu dienen. Hinter der Kandidatur von Lurleen Wallace in diesem Jahr steckte also die implizierte Erwartung, dass ihr Ehemann nach wie vor die Geschäfte des Staates leiten würde.
Im Mai 1966 gewann sie die demokratischen Vorwahlen mit 54 Prozent sowie die darauffolgende Wahl in November. Ihre Vereidigung fand am 16. Januar 1967 statt, jedoch lehnte sie den traditionellen Einführungsball aus Respekt gegenüber den Staatsbürgern, die in Vietnam dienten, ab. Obwohl sie den politischen Kurs ihres Mannes bezüglich der Rassentrennung fortsetzte, blieb sie nicht völlig in seinem Schatten. Sie initiierte ein paar ihrer eigenen Programme. Das bekannteste war ihre erfolgreiche Kampagne zur Erhöhung der Finanzmittel für die staatlichen Heil- und Pflegeanstalten (engl. Mental Hospitals). Ferner wurde ein 160 Millionen Dollar Straßenbürgschaftsgesetz verabschiedet sowie ein Programm zur Entwicklung von Alabamas Parks und historischen Stätten.
Im Laufe des Jahres wurde bei ihr jedoch Krebs diagnostiziert, und sie baute gesundheitlich schnell ab. Ihr letzter öffentlicher Auftritt war bei einem Football-Spiel im Dezember. Ihr Tod im folgenden Mai kam während der Kandidatur ihres Mannes für das Amt des US-Präsidenten. Ihr Nachfolger im Amt war der Vizegouverneur Albert Brewer, ein politischer Gefährte ihres Mannes, der es jedoch vorzog selbst zu regieren. Zwei Jahre später durfte ihr Witwer wieder selbst um das Amt des Gouverneurs kandidieren, und er wurde im Januar 1971 wieder vereidigt.

## Ehrungen
Nach ihr ist der „Lake Lurleen“, ein ca. 100 ha großer Stausee benannt, der etwa 15 km nordwestlich ihrer Geburtsstadt Tuscaloosa in einem State Park liegt.

## In der Kunst
Im Fernsehfilm Wallace wurde sie von Mare Winningham gespielt, die für ihre schauspielerische Leistung einen Emmy Award gewann und für einen Golden Globe nominiert wurde.